# Cycas condaoensis
Cycas condaoensis es una especie de Cycadopsida del género Cycas, de la familia Cycadaceae, del orden Cycadales.

## Distribución
Cycas condaoensis se distribuye por Vietnam (Ba Ria-Vung Tau).

## Taxonomía
Fue descrita científicamente por K.D.Hill & S.L.Yang. Fue publicado por primera vez en K.D.Hill & S.L.Yang. In: Bot. Rev. (Lancaster) 70(2): 178-179, fig. 14. (2004).